# Ленгстон (Алабама)
Ленгстон (англ. Langston) — місто (англ. town) в США, в окрузі Джексон штату Алабама. Населення — 265 осіб (2020).

## Географія
Ленгстон розташований за координатами 34°32′42″ пн. ш. 86°5′35″ зх. д. / 34.54500° пн. ш. 86.09306° зх. д. (34.544912, -86.093010).  За даними Бюро перепису населення США в 2010 році місто мало площу 21,35 км², з яких 12,76 км² — суходіл та 8,60 км² — водойми.

## Демографія
Згідно з переписом 2010 року, у місті мешкало 270 осіб у 113 домогосподарствах у складі 86 родин. Густота населення становила 13 особи/км².  Було 224 помешкання (10/км²).
Расовий склад населення:
| - 94,4 % — білих - 1,1 % — чорних або афроамериканців |

До двох чи більше рас належало 4,4 %. Частка іспаномовних становила 0,0 % від усіх жителів.
За віковим діапазоном населення розподілялося таким чином: 19,3 % — особи молодші 18 років, 60,3 % — особи у віці 18—64 років, 20,4 % — особи у віці 65 років та старші. Медіана віку мешканця становила 47,6 року. На 100 осіб жіночої статі у місті припадало 106,1 чоловіків;  на 100 жінок у віці від 18 років та старших — 109,6 чоловіків також старших 18 років.
Середній дохід на одне домашнє господарство  становив 56 586 доларів США (медіана — 31 875), а середній дохід на одну сім'ю — 69 470 доларів (медіана — 41 250). За межею бідності перебувало 24,6 % осіб, у тому числі 68,6 % дітей у віці до 18 років та 3,0 % осіб у віці 65 років та старших.
Цивільне працевлаштоване населення становило 58 осіб. Основні галузі зайнятості: транспорт — 20,7 %, роздрібна торгівля — 13,8 %, виробництво — 13,8 %.